# Meng You
Pour les articles homonymes, voir Meng.
Fils unique de Meng Huo, Meng You était également le Prince des Tribus Nanman et le Grand Maréchal de la Cavalerie des Eléphants. 
Rusé et subtil comme sa mère, il faisait souvent pâle figure lors de différents combats et ne put empêcher la prise des Souterrains Verts par l'armée du Shu. Suivant l'un de ses plans, Zhuge Liang fit croire à Meng You que son père allait se rendre. Le prince quitta donc son poste pour aller empêcher son père de commettre cette folie. Abandonnant sa garde du Ravin Nord, le fils du roi permit aux troupes ennemies d'attaquer le camp principal et de capturer le Grand Meng Huo.
À la suite de cette capture, Dame Zhurong confia à son fils la défense du palais de Knéo, demeure des Seigneurs du Nanman. Elle libéra son époux grâce aux raids de ses Amazones, mais fut faite prisonnière.
Meng You partit la libérer et fut également capturé. Il refusa néanmoins de se rendre et, admirant son courage, Zhuge Liang le libéra.
Meng You échappa donc à l'armée du Shu pour succéder à son père lors de sa mort, qui eut lieu pendant l'attaque du Wu. Après avoir vu sa mère mourir devant ses yeux, il se rua, à dos d'éléphant, sur le général Zhou Tai, qui l'élimina en le décapitant.
Dépourvues de chef, les forces de Nanman furent vaincues et le commandant Wu Lu Meng les fit massacrer.